# Детройтский институт искусств
Детройтский институт искусств (англ. Detroit Institute of Arts; сокр. DIA) — городской художественный музей Детройта. В музее хранятся более 65 тысяч произведений искусства, охватывающих всю историю искусства, от древнеегипетского до современного.
Музейный комплекс, расположенный по соседству с Университетом Уэйна, занимает 658 000 квадратных футов (61 100 м²), что делает его шестым по величине художественным музеем в США. Это одна из главных достопримечательностей исторического центра Детройта, внесённая в Национальный реестр исторических мест США.
В 2013 году музей принял 594 267 посетителей (102-е место в мире). Здесь проводятся крупные художественные выставки, а также имеется кинотеатр на 1150 мест, спроектированный архитектором Говардом Крэйном (англ. Howard Crane). При музее работает художественный магазин.

## История
У истоков музея стоял Джеймс Скрипс (1835—1906), основатель газеты The Detroit News. Вернувшись из тура по Европе в 1881 году, Скрипс убедил многих состоятельных детройтцев пожертвовать в пользу города картины, украшавшие их особняки. Для размещения экспозиции к 1888 году был выстроен Детройтский музей искусств (Detroit Museum of Arts), стилизованный под французское средневековье. В 1919 году музей изменил своё название на нынешнее.
Основными благотворителями музея на протяжении всей его истории были детройтские автомагнаты Доджи и Форды, в частности Эдсель Форд. Племянник его жены, Роберт Хадсон Тэннэхилл, завещал музею первоклассное собрание искусства новейшего времени. В 1932 году Форд заказал Ривере украсить здание музея пятью крупноформатными фресками на тему «Человек и машина».

Шедевры коллекции
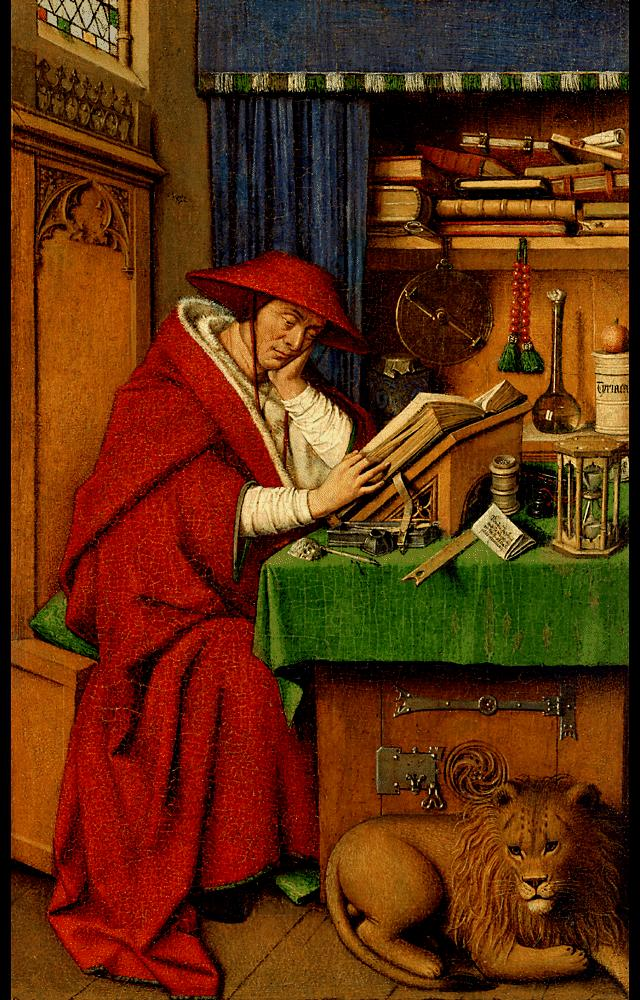
«Св. Иероним» ван Эйка
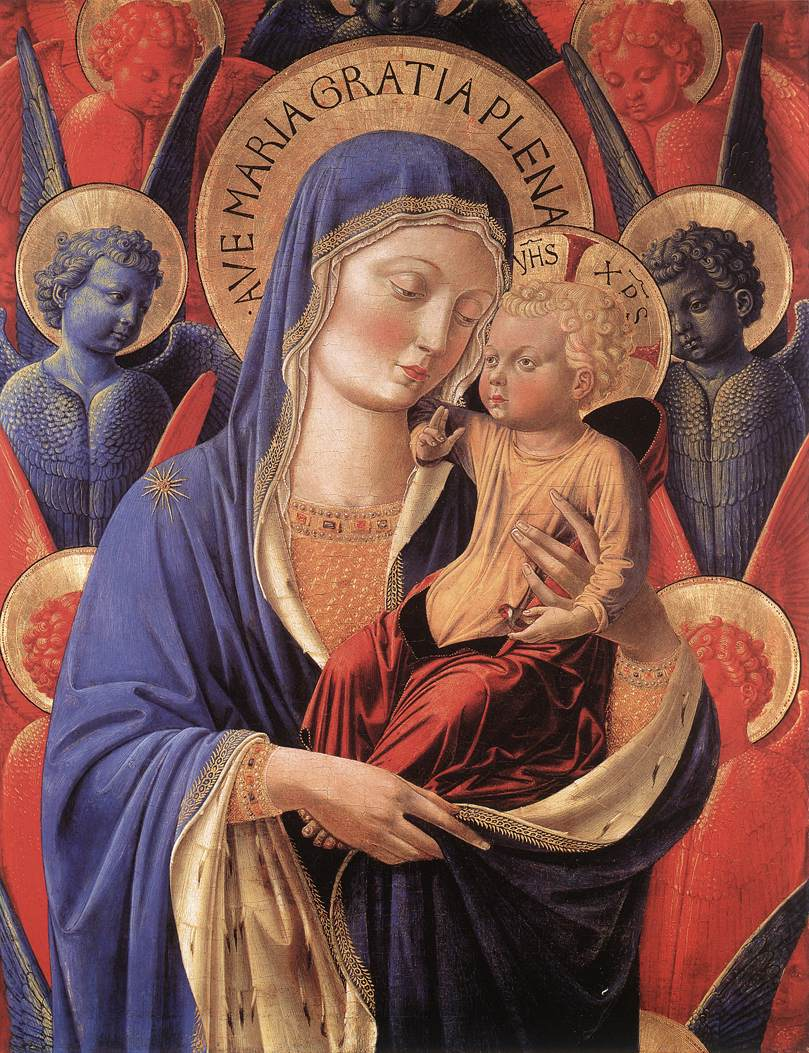
Мадонна Гоццоли
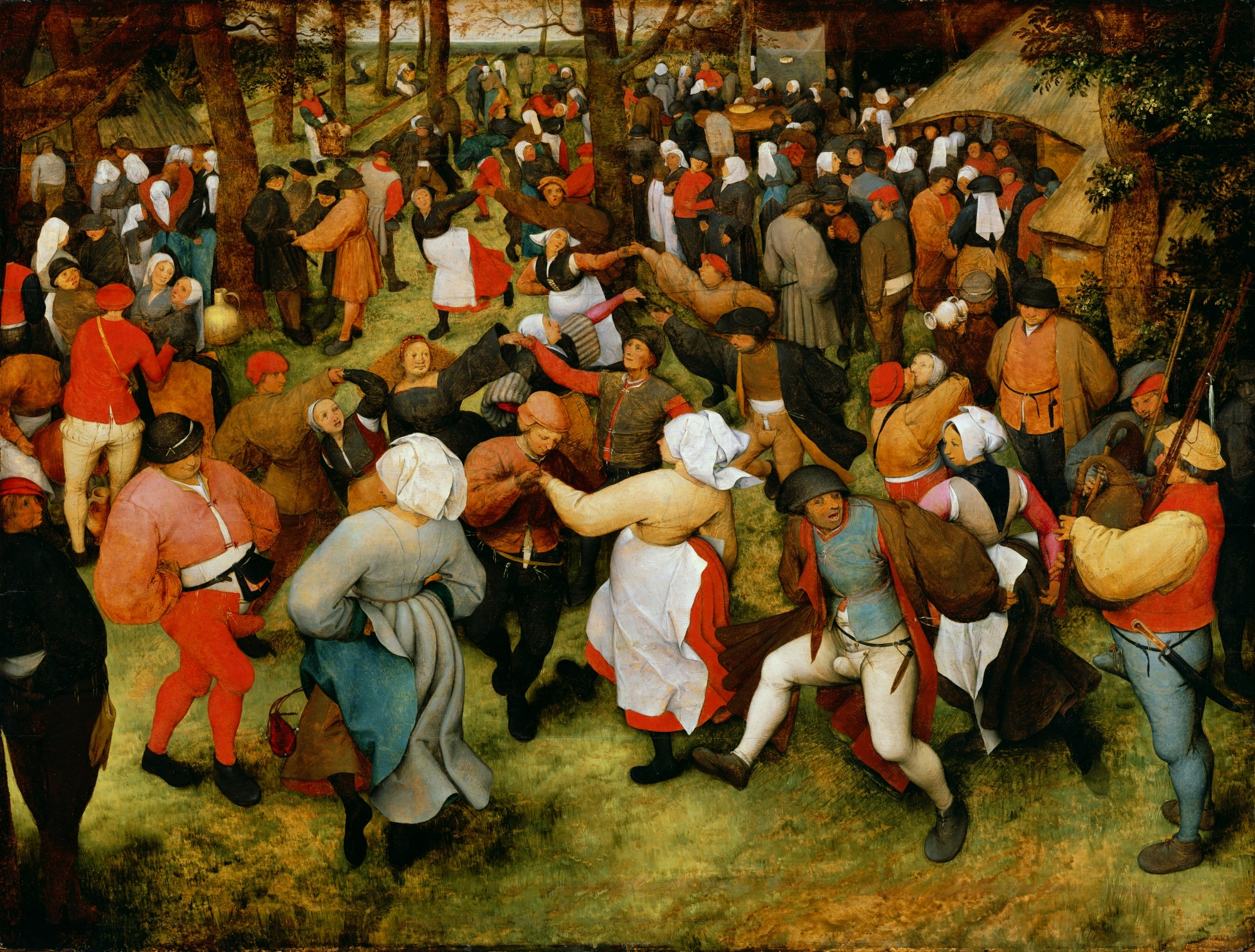
Свадебный танец (картина Брейгеля)
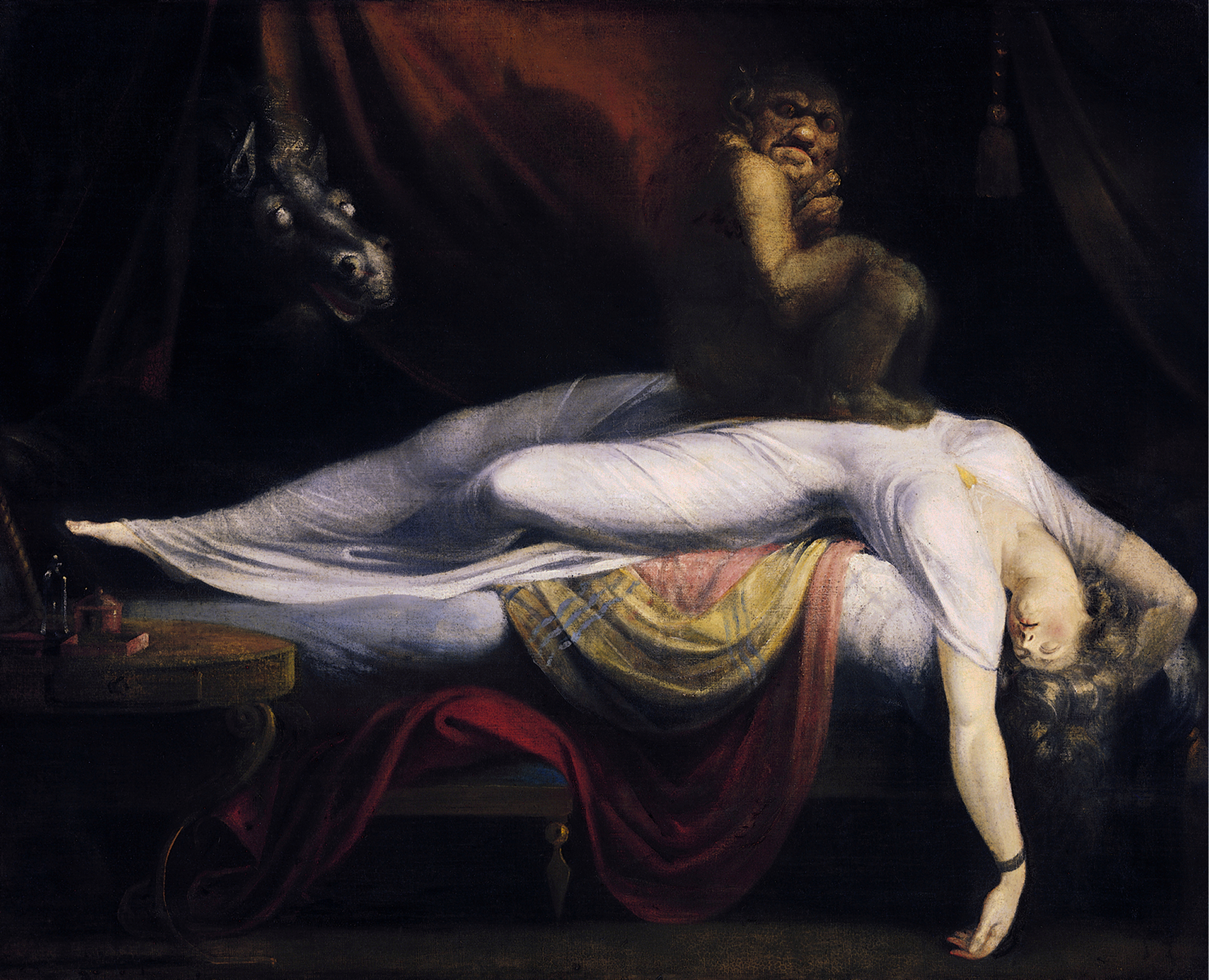
Ночной кошмар (Фюссли)
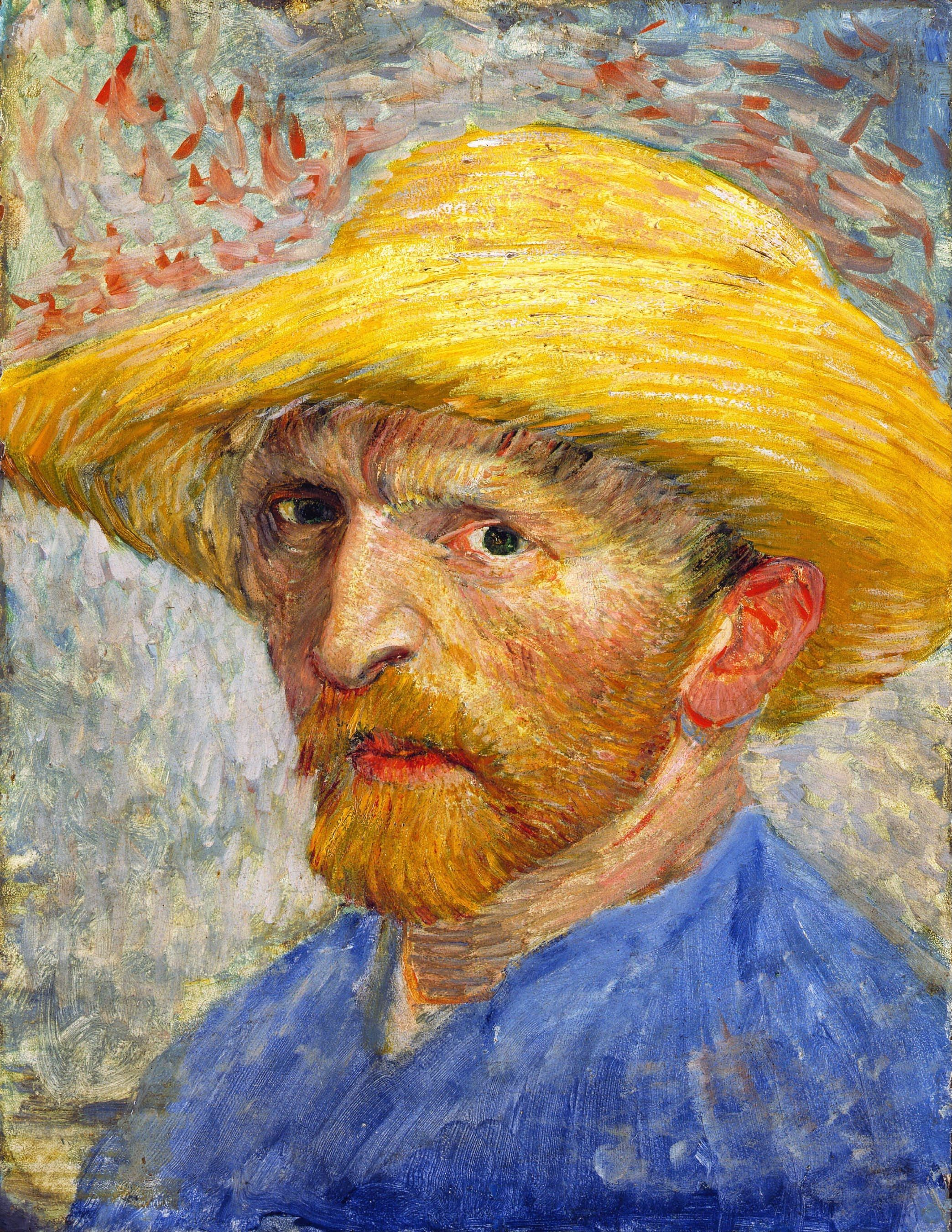
Автопортрет Ван Гога

Когда Детройт был объявлен банкротом в 2013 году, многие кредиторы требовали распродажи музейных сокровищ как наиболее ликвидных ценностей депрессивного города. Аукционный дом «Кристис» в декабре 2013 года подготовил отчёт, в котором стоимость 2500 наиболее ценных экспонатов музея была оценена в промежутке от $ 454 млн до 867 млн. Один только «Автопортрет в соломенной шляпе» Ван Гога был оценен в 150 млн долларов.
Детройтцы разработали план спасения музея от ликвидации, требовавший финансовых вливаний в сотни миллионов долларов. В частности, кризисный сити-менеджер предложил автогигантам Мичигана внести свою лепту в спасение гордости Детройта. В итоге был принят план удовлетворения требований кредиторов, не предусматривающий наложения взыскания на музейное собрание.

## Главное здание

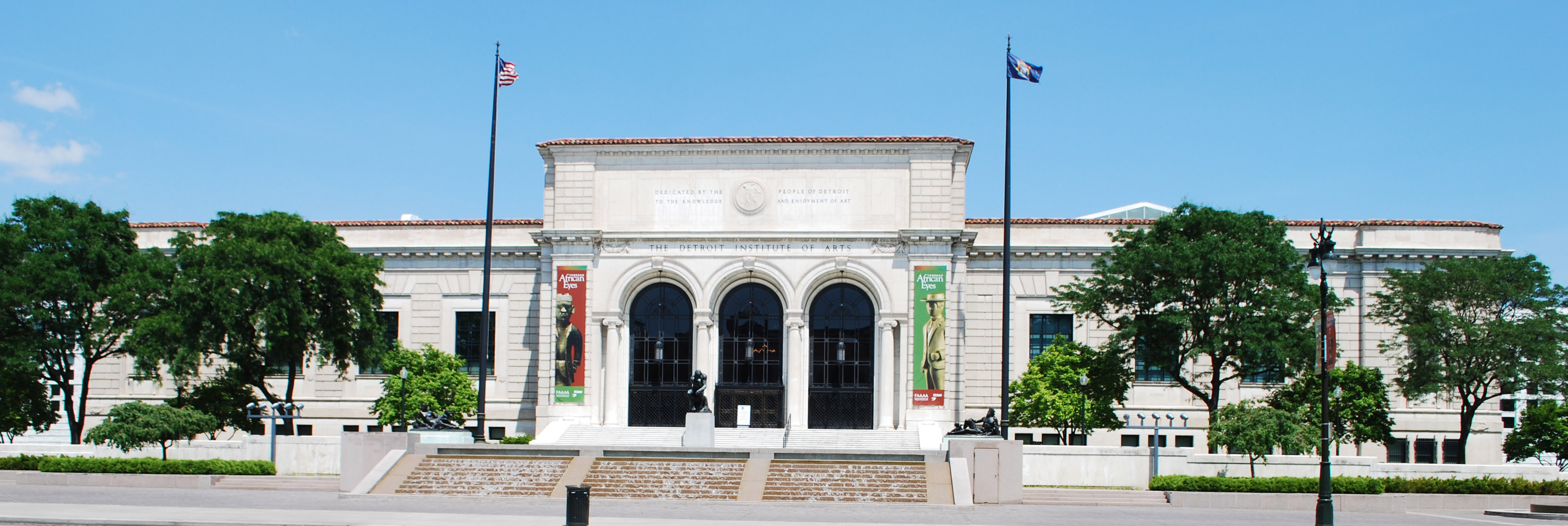
Главное здание музея

По мере роста числа экспонатов возникла необходимость в строительстве нового здания, и в 1920 году Детройт объявил архитектурный конкурс. Комиссия, в которую входили Эдсель Форд и архитектор Альберт Кан, признала победителями филадельфийского архитектора Пола Крета (англ. Paul Philippe Cret) и компанию Zantzinger, Borie and Medary.
Здание в стиле бозар (с преобладанием черт неоренессанса), заложенное 26 июня 1923 года, распахнуло свои двери для посетителей 7 октября 1927 года. Фасад выполнен из белого мрамора. В 1966 и 1971 годах к историческому зданию пристроены южное и северное крылья, соответственно. Напротив музея находится меломраморное здание Детройтской публичной библиотеки, выполненное в том же стиле, что и музей.